# Benson (Utah)
Benson – jednostka osadnicza w Stanach Zjednoczonych, w stanie Utah, w hrabstwie Cache.